# Козлов, Степан Алексеевич
Степан Алексеевич Козлов (1905, Мариупольский уезд, Екатеринославская губерния, Российская империя — март 1967г) Волноваха, Донецкая область, Украинская ССР) — директор Хлебодаровской МТС Волновахского района Сталинской области, Украинская ССР. Герой Социалистического Труда (1958).

## Биография
Родился в 1905 году в крестьянской семье в одном из сельских населённых пунктов Мариупольского уезда. С раннего возраста трудился в сельском хозяйстве. В 1930-х годах — механизатор, руководитель в системе машинно-тракторных станций. В послевоенное время — директор Хлебодарской МТС Волновахского района с центральной усадьбой в селе Хлебодаровка.
Механизаторы Хлебодаровской МТС обслуживали близлежащие колхозы. В течение нескольких лет обеспечили получение высоких урожаев зерновых, кукурузы, подсолнечника и других сельскохозяйственных культур. Указом Президиума Верховного Совета СССР от 26 февраля 1958 года удостоен звания Героя Социалистического Труда за «особые заслуги в развитии сельского хозяйства и достижение высоких показателей по производству зерна, сахарной свёклы, мяса, молока и других продуктов сельского хозяйства и внедрение в производство достижений науки и передового опыта» с вручением ордена Ленина и золотой медали «Серп и Молот» (№ 7906).
Этим же указом званием Героя Социалистического Труда были награждён труженик Хлебодаровской МТС комбайнёр Степан Сергеевич Худин и директор Марьинской МТС Горелов Иван Титович, с которой соревновалась Хлебодарская МТС.
После выхода на пенсию проживал в селе Хлебодаровка, затем — в Волновахе, где умер в марте 1984 года.